# Шаркия
Шаркия (араб. الشرقية‎ — «восточная») — мухафаза в Арабской Республике Египет. Административный центр — город Эз-Заказик. Расположена на севере страны, в восточной части дельты Нила, к западу от мухафазы Исмаилия и к востоку от мухафазы Дакахлия.

## Население
По населению мухафаза Шаркия занимает третье место во всем Египте после мухафаз Каир и Эль-Гиза. По оценке 2006 года, население Шаркии составляло 5 340 058 человек, из которых 23 % городского населения и 77 % сельского. Ежегодный рост населения 2,25 %.

## Административное деление
Мухафаза состоит из 13 административных центров (районов), 15 городов, 2 отдельных городских округов и 89 сельских местных общин, к которым относятся 496 деревень и 4012 мелких поселений.
Важнейшие центры и города мухафазы:
- Абу-Хаммад
- Абу-Кебир
- Ауляд-Сакр
- Бильбейс
- Эль-Хусейния
- Диярб-Нигм
- Заказик
- Эс-Салихия
- Эль-Ашир-мин-Рамадан
- Факус
- Кафр-Сакр
- Минья-эль-Камх
- Хихья
- Маштуль-эш-Шарк
- Эль-Ибрахимия
- Эль-Канаят

## Экономика
Основным сектором экономики является сельское хозяйство. Здесь выращивают хлопок, пшеницу, рис, бобовые и сахарный тростник, а также плодовые культуры (манго, цитрусовые, виноград, финики).
Промышленность представлена рядом предприятий: пищевая промышленность, производство химикатов, пластмасс, электроприборов, стройматериалов, хлопчатобумажная промышленность, заготовка фуража.

## Образование
- Университет Заказика — один из крупнейших университетов Египта, объединяет 17 факультетов.
- Филиал каирского университета аль-Азхар.
- 5 технических колледжей
- 26 профессиональных училищ

## Известные жители, уроженцы
- Мурси, Мухаммед — Президент Египта.
- Араби-паша — государственный и военный деятель Египта.
- Талаат-паша Харб — экономист
- Юсуф Идрис — писатель
- Абдельхалим Хафиз — певец
- Амр Диаб — певец